# 高懿丞
高懿丞（1862年-1946年），又名高凤德、高复生，安徽合肥人。

## 生平
高懿丞原供职于上海机器织布局。
1893年，上海机器织布局毁于大火，此后高懿丞长期赋闲在家。因高懿丞与李鸿章是远亲，1903年8月，高懿丞怂恿李鸿章之子李经方和上海源丰钱庄的王庚诗等人出资53.3万元，接管了吴兴南等人筹建的通益公纱厂，将其更名为通益公纱厂新公司，高懿丞任总办。
1905年，高懿丞任杭州城北商会第一任总理，因会址位于拱宸桥，后改名为拱宸桥商会。
1912年，通益公纱厂新公司被迫停办。
1914年8月，高懿丞另行集资，组建了鼎新纺织股份公司，且以租赁的方式，将通益公纱厂新公司的工厂租过来，改名为鼎新纱厂。1927年将工厂归还通益公纱厂新公司。
1937年12月24日，日军攻占杭州。12月26日成立杭州市治安维持会，设在新民路中央银行内，并因高懿丞在杭州有名望，便逼迫他出任治安维持会会长。最终高懿丞担任干事长，谢虎臣担任副干事长，但实际事务由谢虎臣负责。
1946年高懿丞病逝，终年84岁。